# 대한민국의 농촌진흥청 차장
농촌진흥청 차장(農村振興廳 次長)은 청장을 보좌하는 직위로, 고위공무원단 가등급에 속하는 일반직공무원으로 보한다.

## 임명
- 농촌진흥청 차장은 대통령이 임명한다.

## 역할
- 농촌진흥청 차장은 청장을 보좌하여 소관사무를 처리하고 소속공무원을 지휘·감독하며, 청장이 사고로 직무를 수행할 수 없으면 그 직무를 대행한다.

## 역대 차장

### 농촌진흥청 차장
| 정부        | 대수           | 이름                             | 임기                             | 비고 |
| ----------- | -------------- | -------------------------------- | -------------------------------- | ---- |
| 제3공화국   | 초대           | 최동락(崔東洛)                   | 1962년 7월~1966년 3월 26일       |      |
| 제3공화국   | 2대            | 김봉관(金鳳官)                   | 1966년 3월 26일~1968년 5월 20일  |      |
| 제3공화국   | 3대            | 조성래(趙聖來)                   | 1968년 5월 20일~1971년 8월 30일  |      |
| 제3공화국   | 4대            | 이규홍(李圭洪)                   | 1971년 8월 30일~1973년 1월 26일  |      |
| 제4공화국   | 4대            | 이규홍(李圭洪)                   | 1971년 8월 30일~1973년 1월 26일  |      |
| 5대         | 이재용(李載容) | 1973년 1월 26일~1974년 12월 5일  |                                  |      |
| 6대         | 김화산(金華山) | 1974년 12월 5일~1976년 3월 25일  |                                  |      |
| 7대         | 김문헌(金文憲) | 1976년 3월 25일~1982년 5월 13일  |                                  |      |
| 7대         | 김문헌(金文憲) | 1976년 3월 25일~1982년 5월 13일  | 제5공화국                        |      |
| 8대         | 이병기(李丙基) | 1982년 5월 13일~1984년 6월       |                                  |      |
| 9대         | 박정윤(朴正潤) | 1984년 6월~1988년 3월 4일        |                                  |      |
| 노태우 정부 | 10대           | 김강식(金康植)                   | 1988년 3월 22일~1993년 6월 29일  |      |
| 김영삼 정부 | 11대           | 조재연(趙在衍)                   | 1993년 6월 29일~1995년 12월 23일 |      |
| 김영삼 정부 | 12대           | 천중인(千重仁)                   | 1996년 1월 10일~1998년 6월 30일  |      |
| 김대중 정부 | 13대           | 이영래(李永來)                   | 1998년 6월 30일~1999년 6월 10일  |      |
| 김대중 정부 | 14대           | 서규용(李永來)                   | 1999년 6월 10일~1999년 12월 30일 |      |
| 김대중 정부 | 15대           | 박창정(朴昌正)                   | 1999년 12월 30일~2001년 5월 4일  |      |
| 김대중 정부 | 16대           | 손정수(孫貞秀)                   | 2001년 5월 4일~2002년 8월 12일   |      |
| 김대중 정부 | 17대           | 김영욱(金榮旭)                   | 2002년 8월 12일~2003년 3월 3일   |      |
| 노무현 정부 | 18대           | 문헌팔(文憲八)                   | 2003년 4월 11일~2004년 7월       |      |
| 노무현 정부 | 19대           | 이문희(李文熙)                   | 2004년 8월 19일~2005년 6월 15일  |      |
| 노무현 정부 | 20대           | 엄명호(嚴明鎬)                   | 2005년 6월 15일~2008년 3월 3일   |      |
| 이명박 정부 | 21대           | 류갑희                           | 2008년 3월 25일~2009년 12월 16일 |      |
| 이명박 정부 | 22대           | 강상조(姜尙祚)                   | 2009년 12월 16일~2012년 1월 16일 |      |
| 이명박 정부 | 23대           | 정광용(鄭光溶)                   | 2012년 1월 16일~2013년 4월 18일  |      |
| 박근혜 정부 | 24대           | 라승용(羅昇龍)                   | 2013년 4월 19일~2016년 12월 31일 |      |
| 박근혜 정부 | 25대           | 허건량(許建亮)                   | 2017년 1월 1일~2018년 1월 22일   |      |
| 문재인 정부 | 25대           | 허건량(許建亮)                   | 2017년 1월 1일~2018년 1월 22일   |      |
| 26대        | 이규성         | 2018년 1월 22일~2018년 12월 31일 |                                  |      |
| 27대        | 황규석         | 2019년 2월 12일~2020년 1월 31일  |                                  |      |
| 28대        | 이용범         | 2020년 1월 31일~2021년 2월 21일  |                                  |      |
| 29대        | 김두호         | 2021년 2월 22일~2022년 8월 21일  |                                  |      |
| 윤석열 정부 | 30대           | 윤종철                           | 2022년 8월 22일~2023년 12월 31일 |      |
| 윤석열 정부 | 31대           | 서효원                           | 2024년 1월 1일~                  |      |

## 같이 보기
- 농촌진흥청
- 농촌진흥청장